# Jiří Mužík
Jiří Mužík (né le 1er septembre 1976 à Pilsen) est un athlète tchèque spécialiste du 400 mètres haies.

## Carrière sportive
Coureur de 400 m plat à ses débuts, Jiří Mužík se dirige vers le 400 m haies à partir de 1997, terminant cette même année 4e des Championnats d'Europe des moins de 23 ans et 4e des Universiades, avant de prendre la huitième et dernière place de la finale des Championnats du monde 1997 d'Athènes. En 2000, le Tchèque remporte la médaille d'or du relais 4 × 400 m des Championnats d'Europe en salle 2000 de Gand aux côtés de Jan Poděbradský, Štěpán Tesařík et Karel Bláha, devançant les relais allemands et hongrois. De nouveau finaliste (7e) des Mondiaux d'Edmonton en 2001, il décroche la médaille d'argent des  Championnats d'Europe de Munich en 2002, s'inclinant face au français Stéphane Diagana.
Jiří Mužík a remporté les Championnats de République tchèque en 1997, 2001, 2002 et 2004. 

## Records personnels
- 400 m : 45 s 78 (08/09/1998, Plzen)
- 400 m haies : 48 s 27 (03/08/1997, Athènes)

## Palmarès
- Championnats d'Europe en salle 2000 à Gand :
  -  Médaille d'or du relais 4 × 400 m
- Championnats d'Europe 2002 à Munich :
  -  Médaille d'argent du 400 m haies